# Emmapolder (Zeeland)
De Emmapolder (ook: Amaliapolder) is een polder ten zuidoosten van Sluiskil, in de Nederlandse provincie Zeeland. De polder behoort tot de Polders in de vaarwegen naar Axel en Gent.
De polder kwam tot stand in 1845, toen de Zwartenhoekse Kreek, die zich nog in de Smidsschorrepolder bevond, werd afgedamd. De dam heet de Suikerdijk. De polder heeft een oppervlakte van 22 ha.
De Suikerdijk bezweek in 1856, nadat een kade van de Axelse Vlakte het eveneens begaf. Dit leidde tot een kortstondige inundatie van de polder.